# Eschweiler (Saar)

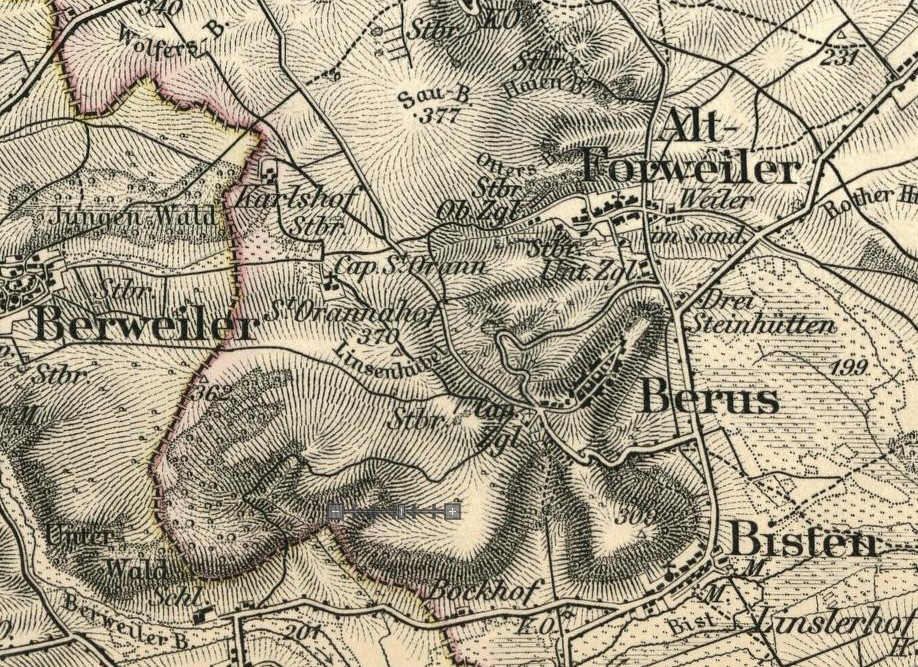
Von dem verschwunden Ort Eschweiler blieb nur noch die St. Oranna-Kapelle übrig (Ausschnitt aus der preuß. Generalstabskarte von 1893)

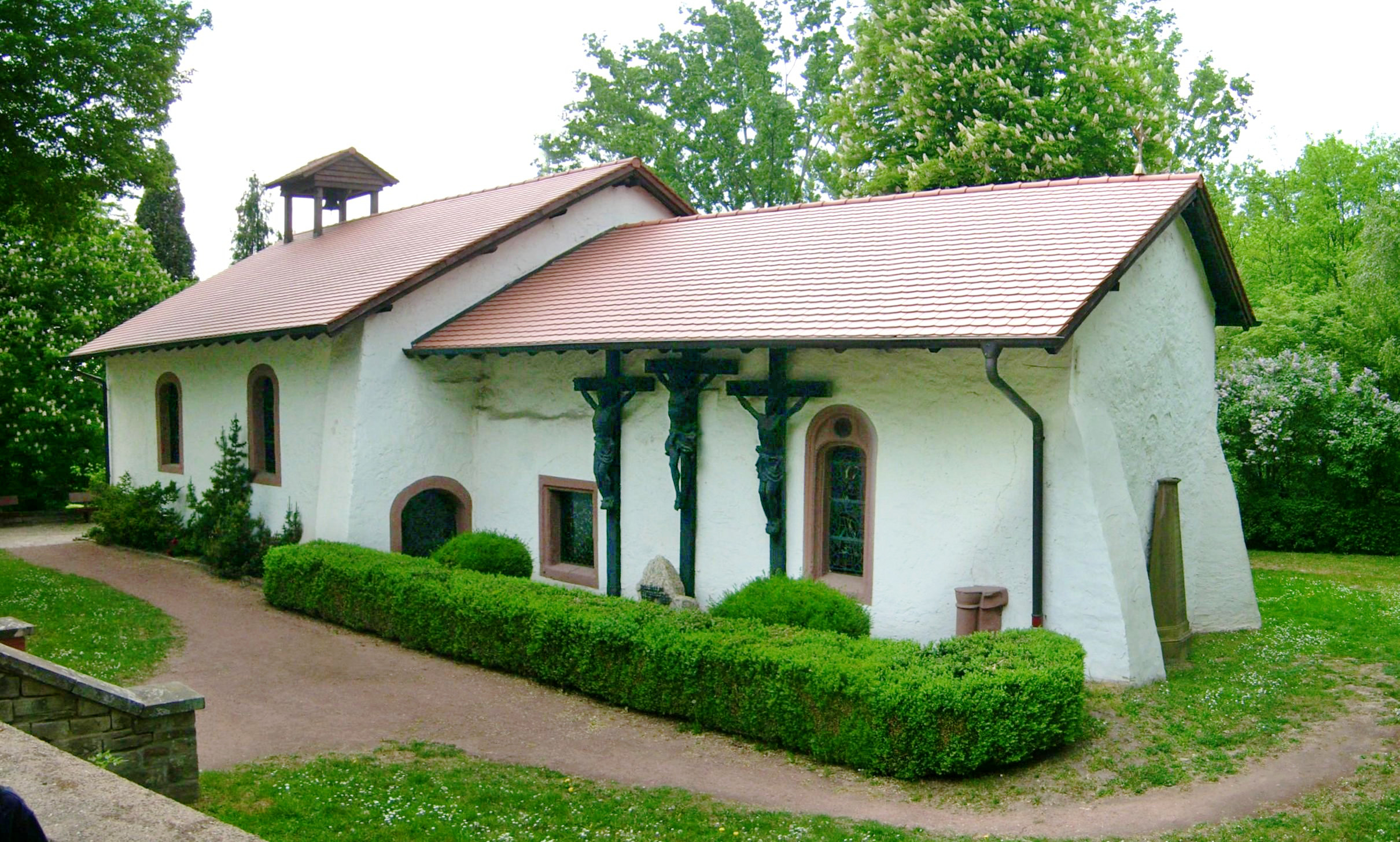
Die Kapelle St. Orann im heutigen Zustand

Die Ortschaft Eschweiler ist ein verschwundener Ort (Wüstung) auf dem Saargau zwischen Berus und Berviller (F). Der einstige Pfarrort verschwand 1566 n. Chr. im Zuge der Bauernkriege durch ausgezogene Besatzungssoldaten der Burg Montclair bei Mettlach nicht wie mehrfach beschrieben im Dreißigjährigen Krieg. Die ehemalige kleine Gemeindekirche des Ortes blieb als einziges Gebäude stehen und ist heute bekannt als St.Oranna-Kapelle. Die Gebeine der Heiligen Oranna und ihrer Gefährtin Cirilla wurden 1718 nach Berus verbracht.

## Belege
1. ↑  Gernot Karge: Familienkundliche Quellen im Landkreis Saarlouis. Landrat d. Landkreises Saarlouis, 1972, OCLC 74192746.
2. ↑  Johann Klein: Dörfer auf dem Muschelkalk Dorf- u. Pfarreigeschichte v. Ittersdorf, Düren, Bedersdorf, Kerlingen, Gisingen, Leidingen, Sermlingen, Ihn, Rammelfangen, Felsberg, St. Barbara. Verlag Nach der Schicht, 1970, OCLC 1072721825, S. 190–192.

Koordinaten: 49° 16′ N, 6° 41′ O